# A leleményes Hugo
A leleményes Hugo (eredeti cím: Hugo) 2011-ben bemutatott 3D-s amerikai kalandfilm. Rendező Martin Scorsese. Főszereplői Asa Butterfield és Chloë Grace Moretz.
Scorsese műve a filmművészet egyik legnagyobb és legrégebbi alakja, Georges Méliès előtt tiszteleg a francia mester filmjeiből vett részletekkel, reprodukált forgatási jelenetekkel, valós életrajzi információkkal.

## Cselekménye
Órás apja halála után iszákos nagybátyja veszi magához Hugót. A nagybácsi eltűnése után az árva fiú a pályaudvar óráinak javításával foglalatoskodik a legnagyobb titokban, vigyázva arra, nehogy elcsípjék. A főfelügyelő ugyanis a csövező árva gyerekeket lelencházba dugja. Szabad idejében Hugo az egyetlen örökségét, a különös gépembert próbálja működésbe hozni, mivel meggyőződése, hogy az az apja üzenetét hordozza. Amikor alkatrészt lop hozzá a pályaudvari játékboltból, a tulaj (aki nem más, mint a francia film elfeledett nagy mestere, Georges Méliès) lefüleli a fiút. Az árus keresztlánya, Isabelle azonban elhatározza, hogy segít neki. A gép körüli nyomozás sztorijába beágyazódik az egyik első világhírű filmes sorsa, bár az idős úr nem szívesen emlékezik hajdani dicsőségére, mert túl fájdalmas volt a bukása. 

## Szereplők
| Karakter         | Színész            | Magyar hang (2011–2012) |
| ---------------- | ------------------ | ----------------------- |
| Georges Méliès   | Ben Kingsley       | Szilágyi Tibor          |
| Állomásfőnök     | Sacha Baron Cohen  | Fekete Ernő             |
| Hugo Cabret      | Asa Butterfield    | Ducsai Ábel             |
| Isabelle         | Chloë Grace Moretz | Nagy Blanka             |
| Claude bácsi     | Ray Winstone       | Besenczi Árpád          |
| Lisette          | Emily Mortimer     | Járó Zsuzsa             |
| Monsieur Labisse | Christopher Lee    | Szokolay Ottó           |
| Jeanne mama      | Helen McCrory      | Borbás Gabi             |
| Rene Tabard      | Michael Stuhlbarg  | Kardos Róbert           |
| Madame Emilie    | Frances de la Tour | Szabó Éva               |
| Monsieur Frick   | Richard Griffiths  | Várkonyi András         |
| Hugo apja        | Jude Law           | Nagy Ervin              |
| Felügyelő        | Kevin Eldon        | Juhász György           |
| Fényképész       | Martin Scorsese    |                         |

## Díjak és jelölések
A díjakat 2012-ben osztották ki. Az elnyertek félkövérrel írva.
Oscar-díj (2012)
- díj: legjobb operatőr: Robert Richardson
- díj: legjobb látványtervezés
- díj: legjobb vizuális effektusok
- díj: legjobb hangvágás
- díj: legjobb hangkeverés
- jelölés: legjobb film: Graham King, Martin Scorsese
- jelölés: legjobb rendező: Martin Scorsese
- jelölés: legjobb adaptált forgatókönyv: John Logan
- jelölés: legjobb jelmeztervezés
- jelölés: legjobb vágás: Thelma Schoonmaker
- jelölés: legjobb filmzene: Howard Shore

BAFTA-díj (2012)
- díj: legjobb látványtervezés
- díj: legjobb hang
- jelölés:  legjobb rendező: Martin Scorsese
- jelölés:  legjobb operatőr: Robert Richardson
- jelölés: legjobb jelmeztervezés
- jelölés: legjobb vizuális effektusok
- jelölés: legjobb eredeti filmzene: Howard Shore
- jelölés: legjobb vágás: Thelma Schoonmaker
- jelölés: legjobb smink és maszk

Golden Globe-díj (2012)
- díj: legjobb rendező: Martin Scorsese
- jelölés: legjobb eredeti filmzene: Howard Shore
- jelölés: legjobb film – drámai kategória : Tim Headington, Martin Scorsese, Graham King, Johnny Depp

## Forgatási helyszínek
- La Sorbonne, Paris 5, Párizs, Franciaország
- London, Anglia, Egyesült Királyság
- Longcross Studios, Chobham Lane, Longcross, Surrey, Anglia, Egyesült Királyság
- Peterborough vasútállomás, Peterborough, Cambridgeshire, Anglia, Egyesült Királyság
- Pinewood Studios, Iver Heath, Buckinghamshire, Anglia, Egyesült Királyság
- Shepperton Studios, Shepperton, Surrey, Anglia, Egyesült Királyság
- Victoria and Albert Museum, South Kensington, London, Anglia, Egyesült Királyság – (visszaemlékezések)